# Andrew Murphy
Pour les articles homonymes, voir Murphy.
Andrew Raymond James Murphy (né le 18 décembre 1969 à Melbourne) est un athlète australien spécialiste du triple saut.

## Biographie

### Palmarès
| Date | Compétition                    | Lieu         | Résultat | Performance |
| ---- | ------------------------------ | ------------ | -------- | ----------- |
| 1990 | Jeux du Commonwealth           | Auckland     | 6e       | 16,57 m     |
| 1992 | Coupe du monde des nations     | La Havane    | 7e       | 15,68 m     |
| 1994 | Jeux du Commonwealth           | Victoria     | 10e      | 15,83 m     |
| 1994 | Coupe du monde des nations     | Londres      | 8e       | 15,86 m     |
| 1997 | Championnats du monde en salle | Paris        | 5e       | 16,96 m     |
| 1998 | Coupe du monde des nations     | Johannesburg | 6e       | 16,89 m     |
| 1999 | Championnats du monde          | Séville      | 4e       | 17,32 m     |
| 2000 | Jeux olympiques                | Sydney       | 10e      | 16,80 m     |
| 2001 | Championnats du monde en salle | Lisbonne     | 3e       | 17,20 m     |
| 2002 | Jeux du Commonwealth           | Manchester   | 7e       | 16,37 m     |
| 2006 | Jeux du Commonwealth           | Melbourne    | 4e       | 16,70 m     |

### Records
Andrew Murphy détient le record d'Océanie en salle du triple saut avec 17,20 m, réalisé à Lisbonne en 2001, à l'occasion des championnats du monde en salle.
| Épreuve     | Épreuve      | Performance | Lieu     | Date         |
| ----------- | ------------ | ----------- | -------- | ------------ |
| Triple saut | En plein air | 17,32 m     | Séville  | 25 août 1999 |
| Triple saut | En salle     | 17,20 m     | Lisbonne | 9 mars 2001  |